# Ekema Patrick Esunge
Ekema Patrick Esunge, né le 26 septembre 1976 à Buéa et mort le 27 octobre 2019 à Douala, est un homme politique camerounais. Il est maire de la municipalité de Buéa de 2011 à 2019.

## Biographie

### Jeunesse et études
Ekema Patrick Esunge est né le 26 septembre 1976 à Small Soppo Woteke, dans la ville de Buéa, Région du Sud-Ouest. Il est le fils de  Esunge John Matute et de Julie Mojoko Wotany. fait ses études universitaires à l'Université de Buéa. Il est titulaire d'un Bachelor of Science en histoire et d'un Master en sciences politiques.

### Carrière
Après avoir été fournisseur du sable et de bois de chauffage, et officier à la faculté de l'éducation de l'université de Buéa, Ekema Patrick Esunge est élu maire de la municipalité de Buéa en mai 2013. Poste qu'il occupera jusqu'à son décès le 27 octobre 2019 à Douala.
Il a été inhumé le 14 décembre 2019 à Buéa.